# Marij Kogoj
Marij Kogoj (født 20. september 1892 i Trieste, Italien - død 25. februar 1956 i Ljubljana, Slovenien) var en slovensk komponist og pianist.
Kogoj hører til de vigtige og betydningsfulde komponister fra Slovenien i 1920´erne. Han studerede komposition hos Arnold Schönberg og Franz Schreker. Han har skrevet orkesterværker, kammermusik, solostykker for bla. klaver, men er nok mest kendt for sin opera Sorte Masker (1928). Kogoj blev i (1956) indlagt på et psykiatrisk hospital for skizofreni, hvor han endte sine dage samme år. 

## Udvalgte værker
- Sorte masker (1928) - opera
- "Chopeniana" (?) - klaverstykke